# Samarevac (Republika Serbska)
Samarevac (cyr. Самаревац) – wieś w Bośni i Hercegowinie, w Republice Serbskiej, w gminie Pelagićevo. W 2013 roku liczyła 133 mieszkańców.